# Iosif Siegescu
Iosif Siegescu (n. 29 august 1873, Secășeni, Caraș-Severin – d. 12 noiembrie 1931, Budapesta) a fost un preot român unit (greco-catolic), deputat de Oravița în Parlamentul de la Budapesta, profesor universitar la Universitatea din Budapesta Facultatea de Științe Umaniste.  
A fost succesorul lui Coriolan Brediceanu în funcția de deputat.
Între 1911-1927 a fost profesor de limba și literatura română, iar în anii 1921-1923 decan al Facultății de Litere din Budapesta.
În anul 1915 a fost numit de papa Benedict al XV-lea prelat papal.
Este înmormântat în cimitirul Farkasréti din Budapesta.

## Lucrări
- A magyarországi románok szt uniója. Tanulm. az egyhtört. köréből. Bp., 1896.
- Dosoftei metropolita mint költő., 1899.
- A román helyesírás tört., 1906.
- Rugăciuni pentru soldați, 1917, trei ediții.